# ブレット・カバノー
ブレット・カバノー（英: Brett Kavanaugh、1965年2月12日 - ）とは、アメリカ合衆国の法律家、裁判官。2018年7月9日にドナルド・トランプ大統領から連邦最高裁判所陪席判事に指名された。保守派として知られ、アイルランド系で、宗教はカトリック。

## 経歴
イェール大学ロースクールを卒業後、ジョージ・H・W・ブッシュ政権下でアンソニー・ケネディ最高裁判事の助手を務める。その後、ケネス・スター独立検察官の助手としてビル・クリントン大統領の不倫疑惑を調査。2006年、ジョージ・W・ブッシュ大統領から連邦控訴裁判所判事に指名され、首都ワシントンで活動してきた。2018年6月、アンソニー・ケネディ最高裁判事が引退を発表すると、ドナルド・トランプ大統領は後任候補6人を直接面接し、2018年7月9日、ブレット・カバノーを指名。しかしその後、カバノーに高校生時代の性的暴行疑惑が持ち上がり野党・民主党が追及。就任に過半数の賛成が必要な上院では与野党の議席数が拮抗していたため承認が危ぶまれる事態となり、調査のため採決を1週間遅らせることを余儀なくされたが、10月7日に「賛成50、反対48」の賛成多数で承認され就任した。